# Société (marque)
Pour les articles homonymes, voir Société.
Société  est une marque commerciale déposée appartenant à la Société des caves et producteurs réunis de Roquefort (SCPR) filiale du groupe agro-industriel français Lactalis. Cette marque est spécialisée dans la transformation industrielle du lait de brebis et notamment une version de fromage roquefort, leader dans ce domaine avec 41,3 % des volumes de roquefort en 2014.

## Histoire
Cette marque fut créée en 1842 et regroupait à l'époque quinze négociants et affineurs du bourg de Roquefort-sur-Soulzon. Par la suite, en 1882, elle fut baptisée « Société des caves et producteurs réunis de Roquefort » dite aussi « Société des Caves » ou encore « S.C.P.R. ». Initialement société civile, et non société par actions, elle vise à obtenir un quasi-monopole sur le roquefort. Elle est dirigée, de 1859 à 1890, par Étienne Coupiac, dont un neveu et un petit-neveu seront députés sous la Troisième République ,.
En 2004, Roquefort Société est condamnée à cinq millions d'euros d'amende pour abus de position dominante, le groupe ayant conclu, entre 1995 et 1998, des accords commerciaux avec plusieurs enseignes conduisant à un approvisionnement exclusif ou quasi-exclusif.
En 2012, elle représente 70 % de la production du roquefort ce qui en fait la première marque française de fromages au lait de brebis. Elle appartient au groupe Lactalis depuis 1992.
En 2019, la marque Société déclenche une controverse en lançant un fromage « Bleu de Brebis Société » semblable au Roquefort mais moins cher, accusé d'être une imitation frauduleuse de ce dernier, détournant l'AOP et ses normes,.

## Produits

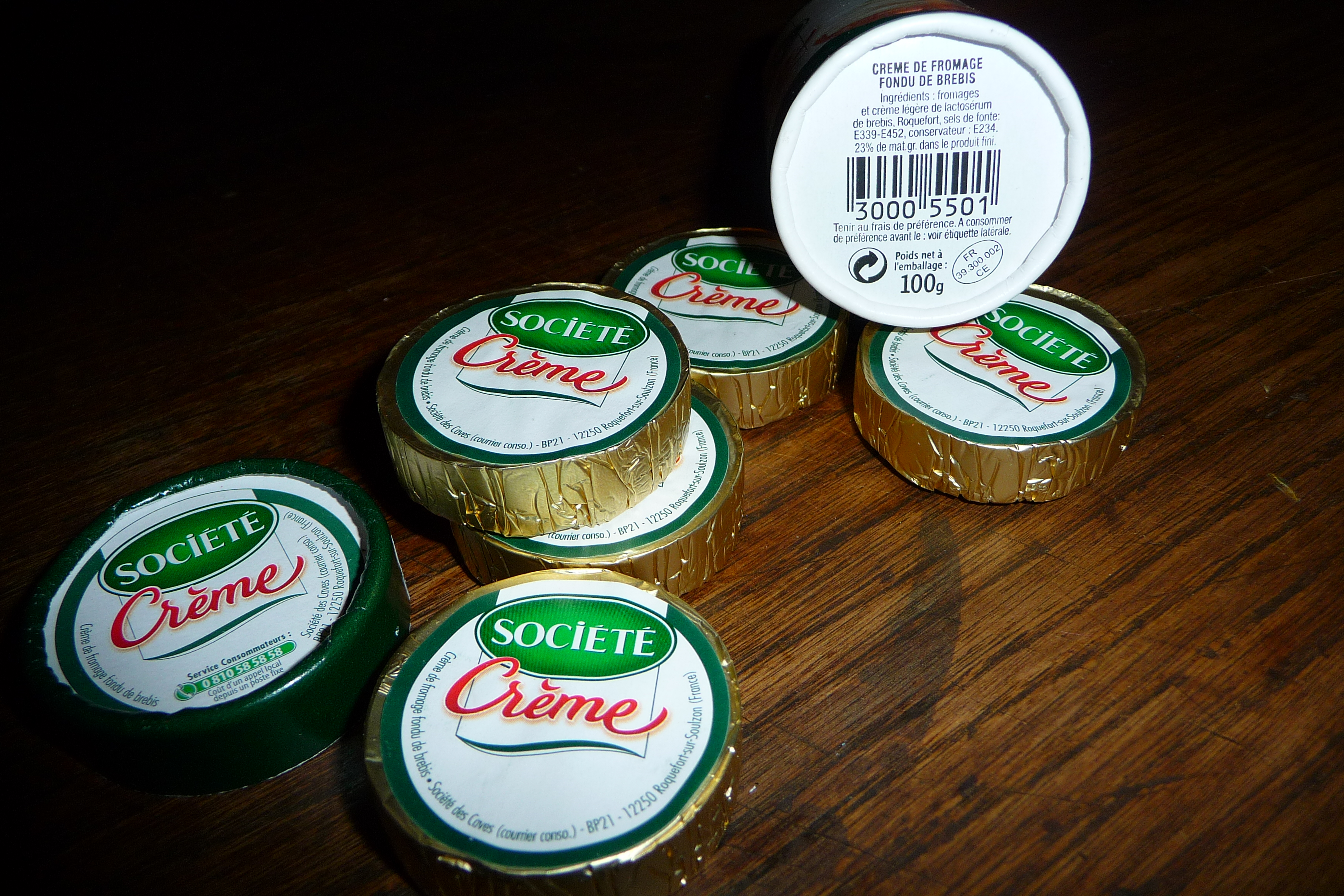
Transformation agroalimentaire fabriquée dans la ville de Lons-le-Saunier à base majoritaire de lactosérum de brebis.

L'usine fabrique donc des fourmes de roquefort traditionnelles mais les détaille aussi sous divers formats (sous vide, en barquette, en part individuelle pour collectivité, en dés pour salades composées, etc.). Les sous-produits (débris, fourmes déclassées) rentrent dans les compositions de transformations industrielles : pâte à tartiner, sauces, etc.